# 川原田樹
川原田 樹（かわはらだ いつき、1978年3月21日 - ）は、日本の俳優。
北海道小樽市出身。実家は地元で戦前から続く精肉店。リコモーション所属。身長168cm。B：86.5、W：67、H：92、S：25.5cm。体重59kg。血液型AB型。趣味は旅行、絵を描くこと。特技は水泳。大阪芸術大学出身。

## 出演

### 映画
- GO（2001年）
- ぼくんち（2003年）
- ガキンチョ★ROCK（2003年） - 前橋刑事 役

### テレビドラマ
- あすか（1999年、NHK） ※デビュー作
- 熱血!日立　若者の王様「めざせ大推理王」（TBS）
- パノラマ電波横町「パンチ・デ・ニーロ」（TBS）
- イカロスの翼（関西テレビ） - レギュラー隊員 役
- 新世紀ドラマ「ロシアンタコヤキ」（関西テレビ）
- スペシャルドラマ「明日は陽のそばで」（関西テレビ）
- ダイヤモンドの恋（NHK）
- 天使の隠れ家（朝日放送）
- いのちの現場から7（2001年、TBS）
- ほんまもん（2001年、NHK） - 高梨 役
- ドレミソラ（2002年、TBS） - 池上慎吾 役
- カオルコレイコ（2003年、読売テレビ）
- 17才夏。（2003年、朝日放送）
- 人が殺意を抱くとき（2004年、朝日放送）
- 夢縁坂骨董店（2005年、朝日放送）
- 11通の…出せなかったラブレター（2005年、朝日放送）
- デザイナー（2005年、TBS） - 水島健 役
- 家族善哉（2006年、TBS） - 山口幸雄 役
- 俺の空 刑事編 第3話（2011年、テレビ朝日） - 第一通運本社警備員 役
- 群青領域 第9話（2021年12月17日、NHK）
- 真犯人フラグ 第10話（2021年12月19日、日本テレビ） - タクシー運転手 役
- 初恋の悪魔（2022年、日本テレビ） - 堂島彬人 役
- 花咲舞が黙ってない 第3シリーズ 第2話（2024年、日本テレビ） - 佐竹守 役

### バラエティ
- 博士と助手〜細かすぎて伝わらないモノマネ選手権〜（2009年）

### CM
- 中国電力
- NTT Bフレッツ
- ケイ・オプティコム
- アート引越しセンター（2007年）
- JAバンク大阪
- トヨタ自動車 シエンタ「あそびの天才親子プロジェクト・水族館」篇（2012年）

### 舞台
- lovers〜ふたりだけの『ロミオとジュリエット』〜
- ケツパン
- DAISEY PULLS IT OFF
- 月の岬（2000年）
- 人間風車（2003年）

### 情報番組
- おはよう朝日です リポーター（朝日放送系）